# Телешовка (Пензенская область)
Телешовка — село в Наровчатском районе Пензенской области России. Административный центр Суркинского сельсовета.

## География
Село находится в северо-западной части Пензенской области, в пределах западного склона Приволжской возвышенности, в лесостепной зоне, на берегах реки Паньжа, на расстоянии примерно 14 км (по прямой) к северо-западу от села Наровчат, административного центра района. Абсолютная высота — 176 м над уровнем моря.

### Климат
Климат характеризуется как умеренно континентальный, с холодной продолжительной зимой и тёплым летом. Среднегодовая температура воздуха — 3,6 — 3,8 °C. Средняя температура воздуха самого тёплого месяца (июля) — 20 °C; самого холодного (января) — −13 °C. Безморозный период длится 128 дней. Продолжительность вегетационного периода — в среднем 176 дней. Среднегодовое количество атмосферных осадков составляет 538 мм, из которых большая часть выпадает в тёплый период. Снежный покров устанавливается в конце ноября и держится в течение 136 дней.

### Часовой пояс
Село Телешовка, как и вся Пензенская область, находится в часовой зоне МСК (московское время). Смещение применяемого времени относительно UTC составляет +3:00.

## Население
| 1710 | 1795 | 1877 | 1896 | 1912 | 1930 | 1937 |
| ---- | ---- | ---- | ---- | ---- | ---- | ---- |
| 85   | ↗443 | ↗724 | ↗778 | ↗825 | ↗885 | ↘671 |
| 1959 | 1979 | 1989 | 1996 | 2002 | 2010 |      |
| ↗727 | ↘471 | ↘274 | ↘241 | ↘218 | ↘162 |      |

### Национальный состав
Согласно результатам переписи 2002 года, в национальной структуре населения русские составляли 95 % из 218 чел.